# 奈々子 (ストリッパー)
奈々子（ななこ、1983年8月30日 - ）は、東京都出身のストリッパー。
大和ミュージック劇場所属。
2005年1月21日にデビュー。
身長148cm・体重44kg・スリーサイズはB83・W56・H88、Cカップ、足のサイズは22.5cm、血液型はO型。 
| スタブアイコン | サブスタブ | この項目は、まだ閲覧者の調べものの参照としては役立たない、性風俗関係者に関連した書きかけの項目です。この項目を加筆・訂正などしてくださる協力者を求めています（P:性/PJ:性）。 |